# The State Within - Giochi di potere
The State Within - Giochi di potere (titolo originale: The State Within) è una miniserie drammatica inglese, frutto di una collaborazione fra BBC e l'affiliata sul suolo statunitense BBC America. È stata trasmessa per la prima volta su BBC One dal 2 al 7 dicembre 2006, mentre in Italia è stata trasmessa sul canale satellitare Jimmy dal 5 dicembre 2007 al 16 gennaio 2008.
La miniserie ha ricevuto una nomination nella categoria "Miglior miniserie o film per la televisione" ai Golden Globe 2008. Nella stessa cerimonia, Jason Isaacs è stato candidato come "Miglior attore in una miniserie o film per la televisione".

## Trama
In seguito ad un attentato, un aereo esplode sui cieli di Washington. Quando si viene a sapere che l'attentatore è di nazionalità britannica, i rapporti diplomatici tra Regno Unito e Stati Uniti si incrinano. Ben presto l'ambasciatore britannico nella capitale americana, Mark Brydon, capirà che l'attentato è parte di una cospirazione a largo raggio, in cui sono coinvolti anche il suo più stretto collaboratore, Nicholas Brocklehurst, e il Segretario di Stato americano Lynne Warner.

## Episodi
Originariamente composta di sei episodi di un'ora, la miniserie è stata rieditata per la trasmissione italiana in modo da avere sette episodi della durata di circa 50 minuti.
| nº | Titolo originale | Prima TV UK      |
| -- | ---------------- | ---------------- |
| 1  | Episode 1        | 2 novembre 2006  |
| 2  | Episode 2        | 9 novembre 2006  |
| 3  | Episode 3        | 16 novembre 2006 |
| 4  | Episode 4        | 23 novembre 2006 |
| 5  | Episode 5        | 30 novembre 2006 |
| 6  | Episode 6        | 7 dicembre 2006  |

| nº | Titolo italiano | Prima TV Italia  |
| -- | --------------- | ---------------- |
| 1  | Episodio 1      | 5 dicembre 2007  |
| 2  | Episodio 2      | 12 dicembre 2007 |
| 3  | Episodio 3      | 19 dicembre 2007 |
| 4  | Episodio 4      | 26 dicembre 2007 |
| 5  | Episodio 5      | 2 gennaio 2008   |
| 6  | Episodio 6      | 9 gennaio 2008   |
| 7  | Episodio 7      | 16 gennaio 2008  |